# Папахристова къща (Елеуса)
Папахристовата къща (на гръцки: Αρχοντικό Χρ. Παπαχρήστου) е възрожденска къща в град Костур, Гърция.

## Местоположение
Къщата е разположена в махалата Елеуса на улица „Капетан Каудис“ № 6, близо до кръстовището с „Агиос Минас“ и енорийската църква „Свети Георги Елеуски“.

## История
Къщата е двуетажна. През 2010 година община Костур предоставя имението на Американската гръцка образователна прогресивна асоциация под аренда за 50 години, за да я възстанови и функционира като културен център и електронна библиотека. В продължение на две години, освен малка поддръжка, възстановяването не започва и къщата е в опасност от колапс.